# Гришко Микола Миколайович
Мико́ла Микола́йович Гришко́ (6 січня 1901, Полтава — 3 січня 1964) — український ботанік, дійсний член Академії наук УРСР з 22 лютого 1939 року. Автор понад 50 праць з генетики, селекції, акліматизації та інтродукції рослин, проблем статі вищих рослин.

## Життєпис
Микола Миколайович Гришко народився в сім'ї військових у Полтаві. Родина мешкала на околиці міста, тому малий Микола з дитинства звик працювати в саду і на городі. Це захоплення вплинуло на вибір професії і Гришко поступає вчитися до Полтавського сільськогосподарського інституту. У 1925 році, з відзнакою закінчивши цей заклад, Микола Миколайович як один із найталановитіших випускників продовжує навчання на педагогічному факультеті Київського сільськогосподарського інституту. Здобувши і педагогічну освіту, в подальшому Микола Миколайович поєднує наукову і педагогічну діяльність. Спочатку в Майнівському сільськогосподарському технікумі на Чернігівщині, згодом у Сумському педагогічному, Чернігівському, Глухівському та Київському сільськогосподарських інститутах. З 1944 року — у Київському університеті, де він викладав курс генетики з селекції рослин

## Наукова діяльність

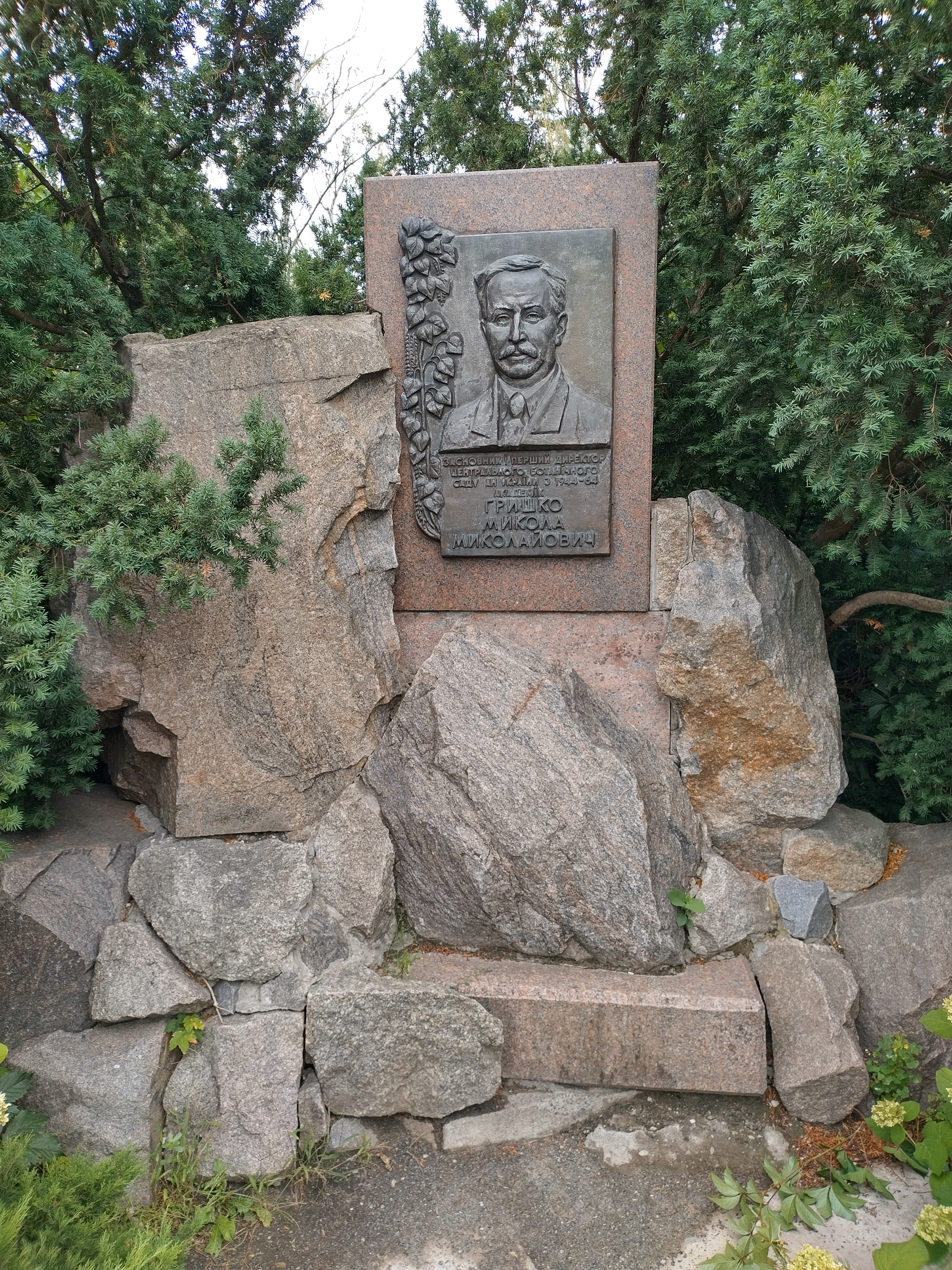
Меморіальний куточок Миколи Гришка у Національному ботанічному саду НАН України

За період викладання у вищій школі Микола Гришко опублікував підручник «Курс загальної генетики» (1933), а в співавторстві з професором Л. М. Делоне «Курс генетики», який у 1948 році був перевиданий у Югославії. Після створення у 1931 році у місті Глухові Всесоюзного науково-дослідного інституту конопель, в якому М. М. Гришко очолив відділ генетики і селекції, де працює над розв'язанням проблеми коноплярства — виведенням нових сортів конопель, придатних для механізованого збирання. Виведений ним сорт конопель «ОСО-72» за виходом волокна (35-40 %) перевищував культивовані тоді сорти, давав можливість механізувати збирання конопель. За ці роботи у 1936 році М. М. Гришка було нагороджено орденом Леніна і без захисту дисертації присуджено науковий ступінь доктора сільськогосподарських наук, а у 1937 році — наукове звання професора.

## Публікації
- Гришко М. М. Курс загальної генетики. — 1933.
- Гришко М. М., Делоне Л. М. Курс генетики. — 1948.

## Визнання
Його іменем названо Національний ботанічний сад НАН України в Києві.